# Twin Box AKIHABARA
Twin Box AKIHABARA（ツイン・ボックス・アキハバラ）とTwin Box GARAGE（ツイン・ボックス・ガレージ）は、東京都千代田区外神田3丁目にあるライブハウス／イベントスペース。

## 概要
Box'R AKIBAビル（千代田区外神田3-2-12）の1階がTwin Box GARAGE、地下1階がTwin Box AKIHABARAとなっている。両施設とも収容人員をオールスタンディングで最大200人としている。秋葉原エリアで特にライブアイドルのイベントを中心に高稼働を誇るライブハウスとして知られる。
1階（Twin Box GARAGE）と地下1階（Twin Box AKIHABARA）は別々の施設（店舗）であり、入口も別々である。来場客の動線では建物内部で両施設を往来することはできない。

### Twin Box AKIHABARA
2012年10月にオープンしたビル地下1階のスペース。通称ツイボと呼ばれる。オールスタンディングで200人収容可能。

### Twin Box GARAGE
2014年10月にオープンしたビル1階のスペース。通称ツイガレ、ガレージなどと呼ばれる。オールスタンディングで200人収容可能。

## 歴史
2012年10月に株式会社TWIN PLANETと株式会社秋葉工房（2016年6月倒産）の共同プロジェクトにより「Twin Box AKIHABARA」がオープン。オープンからの2年間でアイドルのライブを中心に稼働率95%、総動員数は約15万人にも及び、秋葉原を中心としたコンテンツの「聖地」と称されるまでに成長した。この活況を受けて、2014年10月には、これら2社に株式会社ケースエンターテイメントを加えた3社共同プロジェクトにより「Twin Box GARAGE」をオープンした。以後も両施設は秋葉原エリアの著名なライブハウス・イベントスペースとして、連日ライブ・イベントが行われている。施設の運営管理はケースエンターテイメントが行っている。
2015年9月には、Twin Box AKIHABARA のオープン3周年を記念し、Twin Box GARAGE との共同企画制作による感謝祭として『Twin Box FUJISAN 2015』を山梨県・富士山麓の「山中湖交流プラザ きらら」を会場に 9月22日／23日の2日間開催。総勢100組を超えるアイドルグループの出演に対し、動員1万人を想定した大型野外フェスとなった。